# Persicaria lapathifolia
Espèce
Statut de conservation UICN

LC : Préoccupation mineure
Persicaria lapathifolia, la Renouée à feuilles d'oseille ou Renouée à feuilles de patience, est une espèce de plantes à fleurs de la famille des Polygonaceae et du genre Rumex. C'est une plante herbacée, annuelle, de 20 à 80 cm de haut, à fleurs blanc verdâtre ou roses en épis. Son aire de répartition est quasi cosmopolite. Elle offre quelques usages, c'est par exemple une plante médicinale.

## Dénominations
L'espèce a été initialement classée dans le genre Polygonum sous le basionyme Polygonum lapathifolium par Carl von Linné en 1753. Elle est déplacée dans le genre Persicaria sous le nom correct Persicaria lapathifolia par Antoine Delarbre en 1800.
En plus de ses noms recommandés ou typiques « Renouée à feuilles d'oseille » ou « Renouée à feuilles de patience », l'espèce se nomme également en français « Renouée gonflée », « Renouée pâle », « Renouée noueuse », « Saulcettes », « Persicaire à feuilles de patience », « Persicaire élevée », « Persicaire pâle » ou encore « Renouée scabre ».

## Description

### Appareil végétatif
C'est une plante annuelle de 20 à 80 cm de haut, glabre ou pubescente, à tige dressée ou couchée, rameuse. Les feuilles égalent ou dépassent ordinairement la longueur de deux entrenoeuds, ovales-lancéolées ou lancéolées, atténuées en pétiole, ponctuées-glanduleuses et vertes ou blanchâtres-tomenteuses en dessous. Les gaines sont tronquées, peu ou pas ciliées.

### Appareil reproducteur
Les fleurs sont blanc verdâtre ou roses, en épis oblongs-cylindriques, compacts, dressés ou à la fin penchés. Les pédoncules, les pédicelles et les périanthes sont glanduleux-rudes. Les fruits mesurent 2 à 3 mm, tous lenticulaires à faces concaves, lisses et luisants.

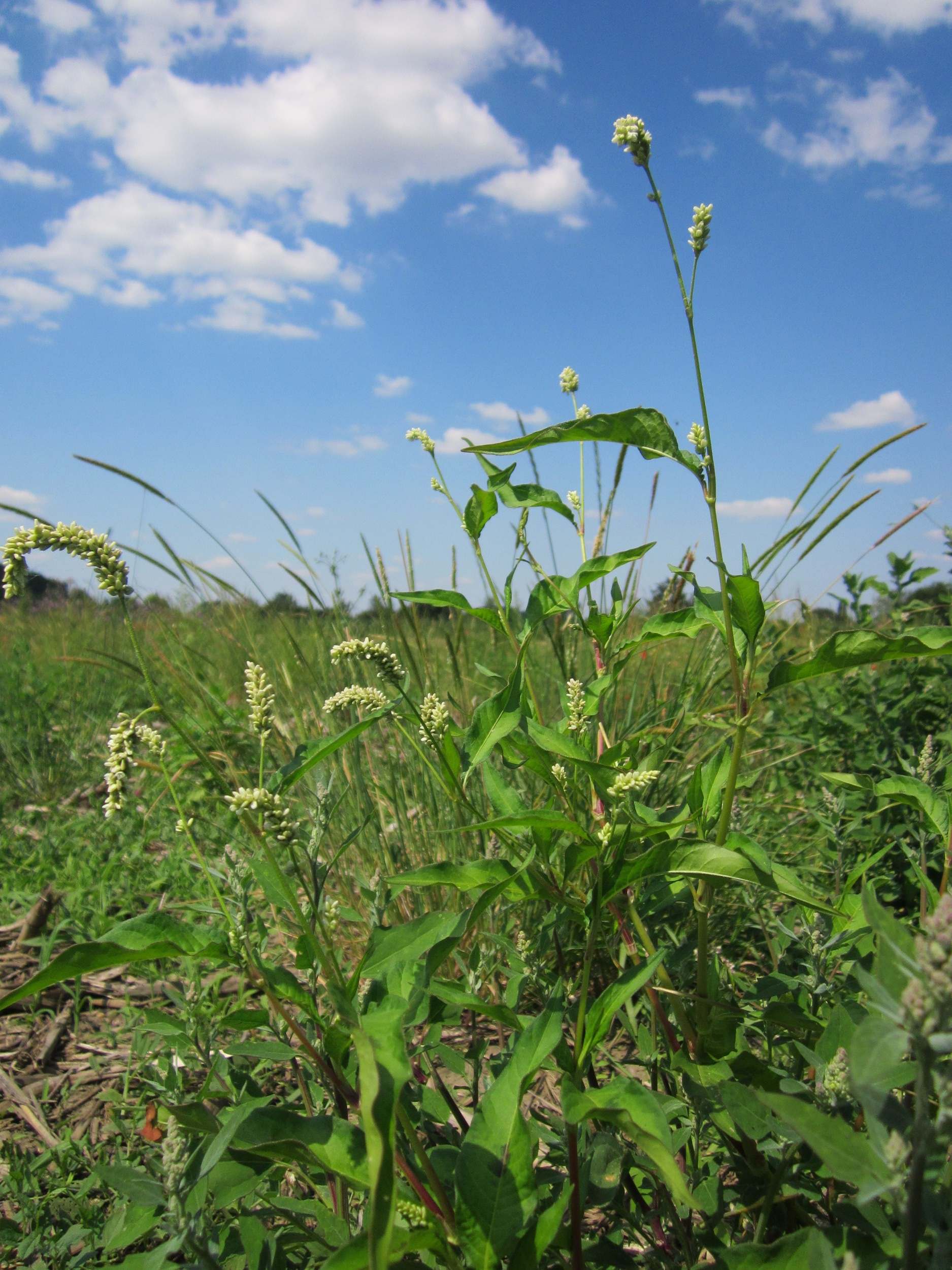
Forme dressée.
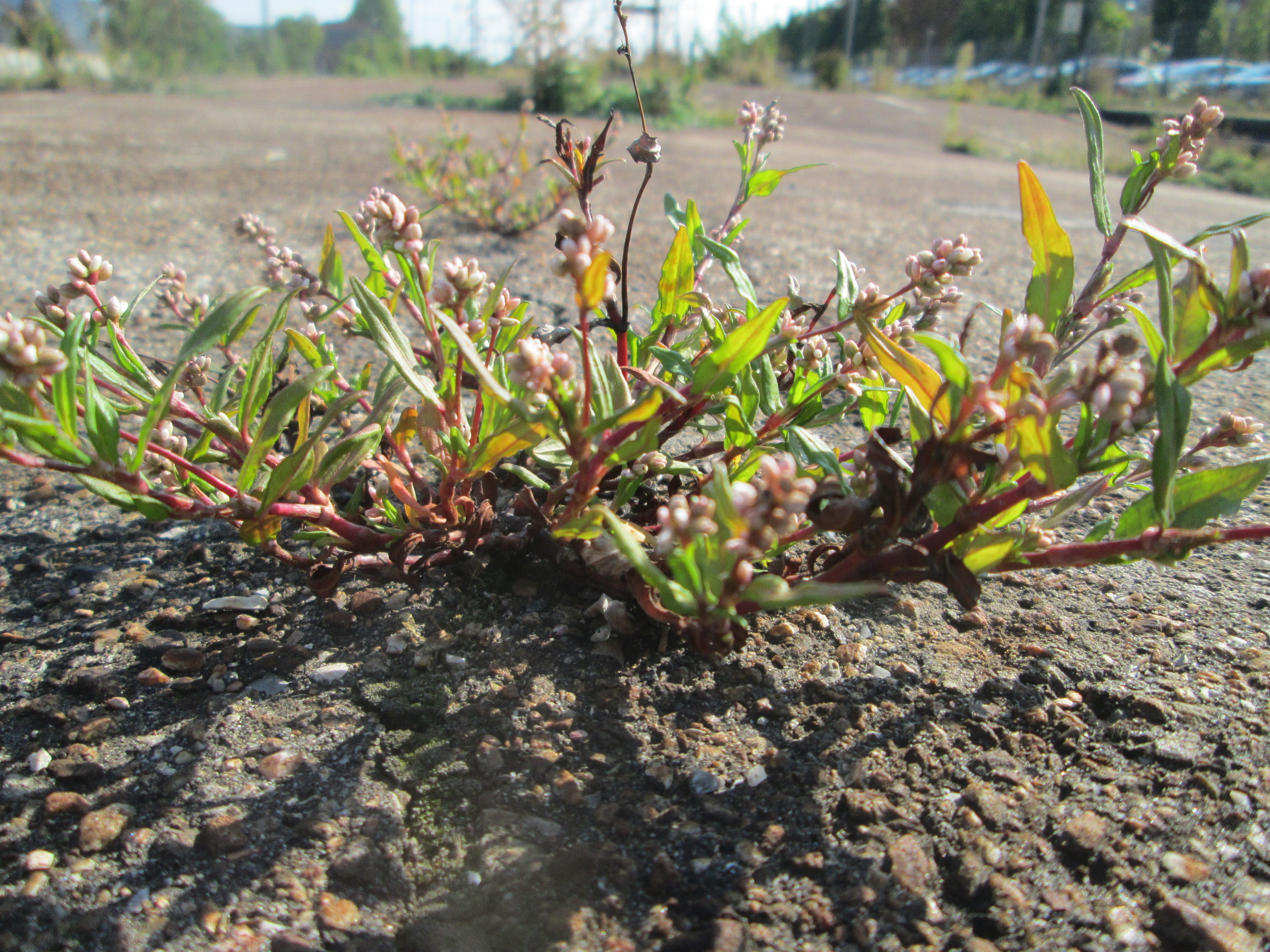
Forme couchée.
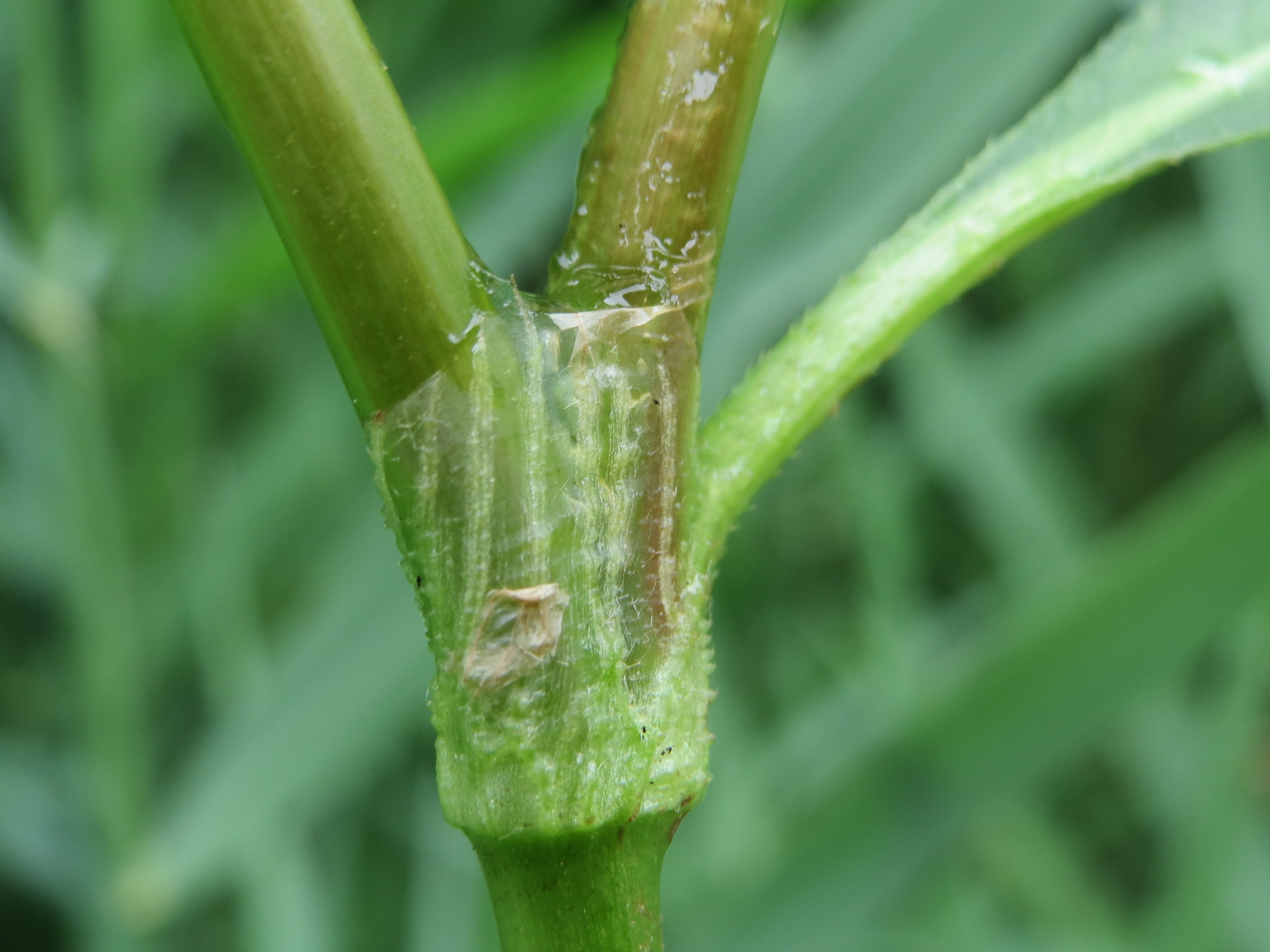
Tige, gaine et feuilles.
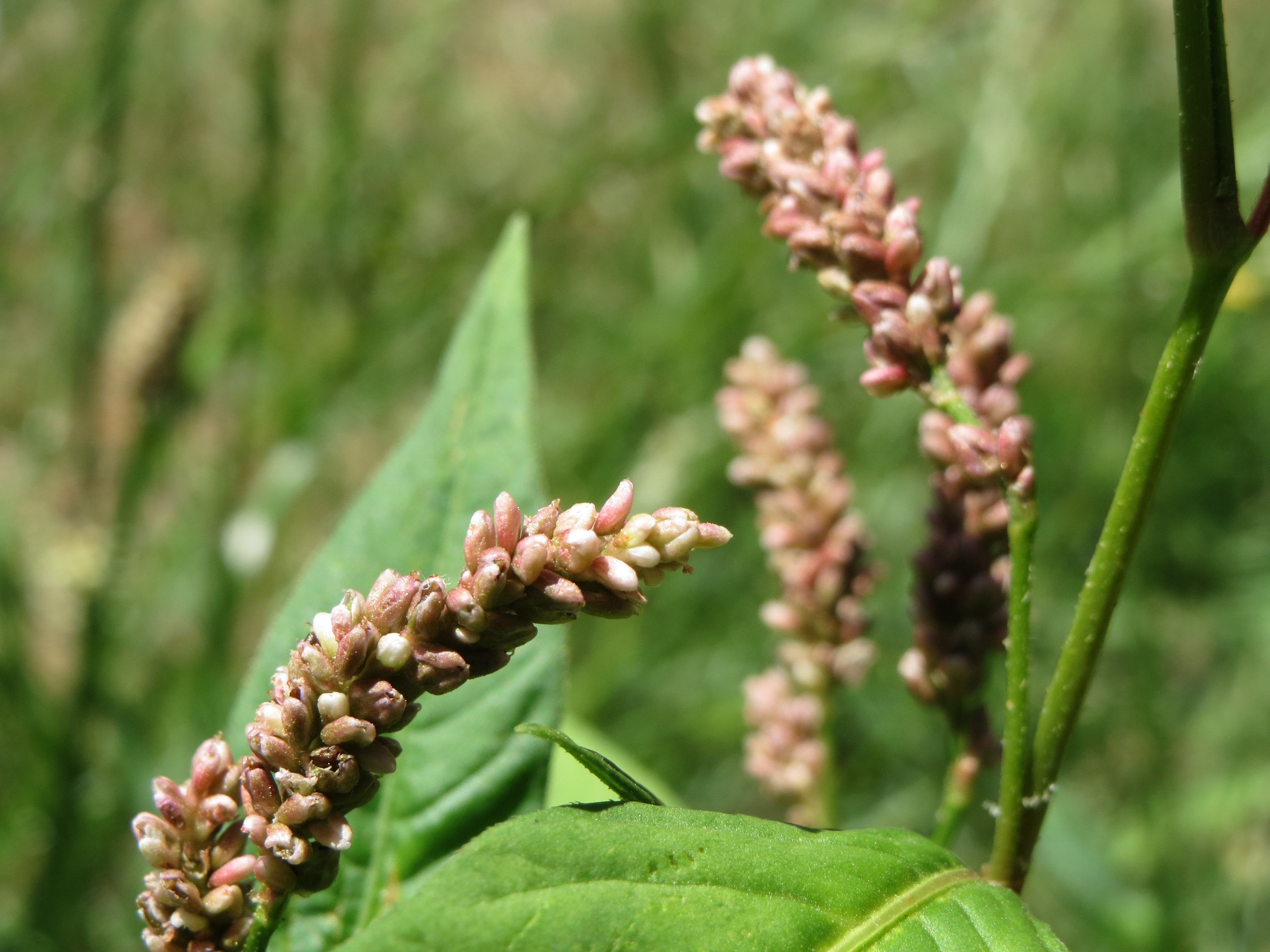
Inflorescences.
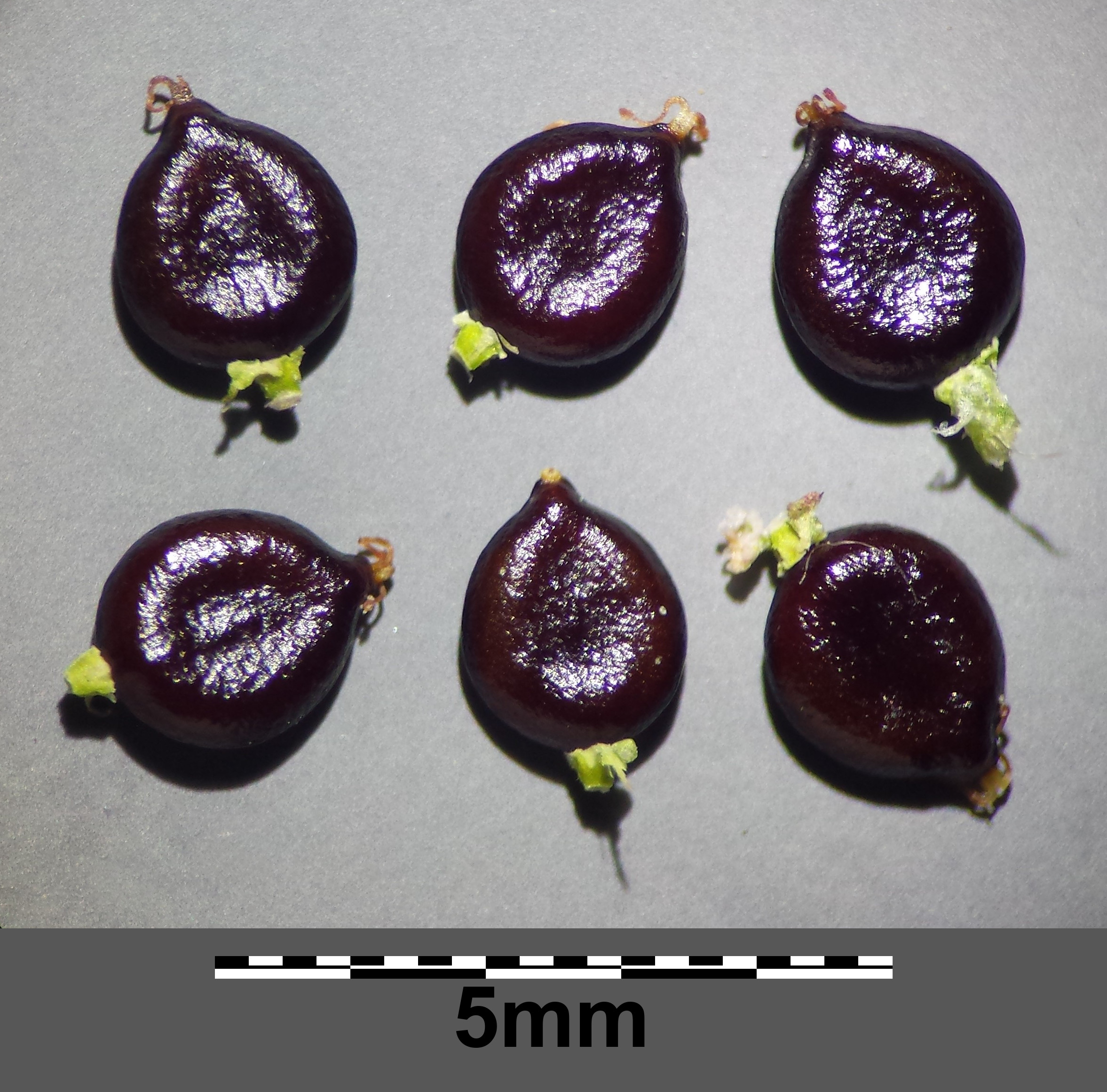
Fruits.

## Répartition
C'est une espèce indigène dans tout l'hémisphère Nord. Elle a été introduite en Amérique du Sud et dans le sud de l'Afrique.

## Habitat et écologie
Cette espèce est répandue et abondante, présente partout où se trouve un habitat approprié. Certaines populations peuvent être très étendues et la production de graines est considérable. C'est une espèce caractéristique des habitats boueux humides, que l'on trouve dans les abreuvoirs à bétail des rivières, dans les zones d'abaissement des grands lacs et des réservoirs, dans les terres arables humides, sur les chantiers de construction et dans les zones humides en milieu urbain. C'est également l'une des espèces caractéristiques du Bidentalion, une communauté végétale plus typiquement associée aux dépôts de limon le long des grandes rivières de plaine.

## Liste des taxons de rang inférieur
Liste des sous-espèces et variétés selon GBIF (13 mai 2021) :
- Persicaria lapathifolia subsp. brittingeri (Opiz) Soják
- Persicaria lapathifolia subsp. glandulosa (R.Br.) Soják
- Persicaria lapathifolia subsp. incana (L.) Delarbre
- Persicaria lapathifolia subsp. lanata (L.) Delarbre
- Persicaria lapathifolia subsp. lapathifolia
- Persicaria lapathifolia subsp. leptoclada (Danser) Wisskirchen
- Persicaria lapathifolia subsp. linicola (Sutulov) Tzvelev
- Persicaria lapathifolia subsp. pallida (With.) S.Ekman & Knutsson
- Persicaria lapathifolia var. lanigera (R.Br.) Chantar. & Tubtimtong
- Persicaria lapathifolia var. salicifolia (Sibth.) P.D.Sell

## Synonymes
Selon Plants of the World online (POWO) (13 mai 2021), Persicaria lapathifolia a 117 synonymes :
- Dioctis maculatum Raf.
- Dioctis vernum Raf.
- Discolenta lapathifolia Raf.
- Discolenta scabra Raf.
- Persicaria bioritsuensis (Ohki) Ohki ex Nakai
- Persicaria brittingeri (Opiz) Opiz
- Persicaria glandulosa Nakai
- Persicaria hypanica (Klokov) Tzvelev
- Persicaria incarnata (Elliott) Small
- Persicaria komarovii (H.Lév.) Soják
- Persicaria krugii H.Gross & Loes.
- Persicaria lapathifolia f. alba Y.N.Lee
- Persicaria lapathifolia subsp. andrzejowskiana (Klokov) Soják
- Persicaria lapathifolia f. baumgarteniana (Schur) Dostál
- Persicaria lapathifolia subsp. brittingeri (Opiz) Soják
- Persicaria lapathifolia subsp. glandulosa (Nakai) Soják
- Persicaria lapathifolia subsp. hypanica (Klokov) Soják
- Persicaria lapathifolia var. incana (Roth) Knutsson
- Persicaria lapathifolia subsp. klokovii Soják
- Persicaria lapathifolia subsp. leptoclada (Danser) Wissk.
- Persicaria lapathifolia var. linicola (Sutulov) Knutsson
- Persicaria lapathifolia subsp. linicola (Sutulov) Tzvelev
- Persicaria lapathifolia subsp. mesomorpha (Danser) Soják
- Persicaria lapathifolia var. nodosa (Pers.) Gorman
- Persicaria lapathifolia subsp. nodosa (Pers.) Á.Löve
- Persicaria lapathifolia subsp. oligoclada (Danser) Soják
- Persicaria lapathifolia var. rubra Gray
- Persicaria lapathifolia var. salicifolia (Sibth.) Miyabe
- Persicaria lapathifolia subsp. saporoviensis (Klokov) Soják
- Persicaria lapathifolia subsp. syringifolia (Danser) Soják
- Persicaria lapathifolia var. tomentosa (Schrank) Tzvelev
- Persicaria lapathifolia subsp. turgida (Thuill.) Soják
- Persicaria laxa (Rchb.) Soják
- Persicaria linicola (Sutulov) Nenukow ex Büscher & G.H.Loos
- Persicaria maculata (Sibth.) Gray
- Persicaria mesomorpha (Danser) Büscher & G.H.Loos
- Persicaria nodosa (Pers.) Opiz
- Persicaria oneillii Brenckle
- Persicaria pseudojaponica (Ohki) Nakai
- Persicaria pseudonodosa (Ohki) Sasaki
- Persicaria saporoviensis (Klokov) Tzvelev
- Persicaria scabra var. incana (F.W.Schmidt) Tzvelev
- Persicaria tenuiflora (C.Presl) H.Hara
- Persicaria tomentosa (Schrank) E.P.Bicknell
- Persicaria tomentosa var. glabrior Lunell
- Persicaria turgida (Thuill.) Holub
- Persicaria vaniotiana H.Lév.
- Peutalis incana Raf.
- Peutalis nodosa (Pers.) Raf.
- Peutalis scabra Raf.
- Pleuropteropyrum ochreatum Nakai
- Pogalis tomentosa (Schrank) Raf.
- Polygonum adenophorum Spreng.
- Polygonum andrzejowskianum Klokov
- Polygonum barbatum Thunb.
- Polygonum baumgartenianum Schur
- Polygonum bioritauense Ohki
- Polygonum bracteosum Phil.
- Polygonum brittingeri Opiz
- Polygonum cumingianum Gand.
- Polygonum danubiale A.Kern.
- Polygonum decumbens Schur
- Polygonum eurybelonum Danser
- Polygonum euryphyllum Danser
- Polygonum glabrum Rchb.
- Polygonum glandulosum R.Br.
- Polygonum glandulosum Subba Rao
- Polygonum glandulosum Kit.
- Polygonum glutinosum Wall. ex Meisn.
- Polygonum hassanabdalicum Chaudhri
- Polygonum hydropiper var. sarbhanganicum (Subba Rao) R.C.Srivast.
- Polygonum hypanicum Klokov
- Polygonum incanum F.W.Schmidt
- Polygonum incarnatum Elliott
- Polygonum komarovii H.Lév.
- Polygonum lanceifolium Danser
- Polygonum lanigerum var. glutinosum (Wall. ex Meisn.) Hook.f.
- Polygonum lapathifolium L.
- Polygonum lapathifolium var. euryphyllum (Danser) Irigoyen & Thell.
- Polygonum lapathifolium var. genystachium H.St.John ex Irigoyen & Thell.
- Polygonum lapathifolium var. incarnatum (Elliott) S.Watson
- Polygonum lapathifolium proles incarnatum (Elliott) Irigoyen & Thell.
- Polygonum lapathifolium var. laxum (Rchb.) Hook.f.
- Polygonum lapathifolium subsp. maculatum (Sibth.) Dyer & Trimen
- Polygonum lapathifolium var. maculatum Sibth.
- Polygonum lapathifolium subsp. mesomorphum Danser
- Polygonum lapathifolium f. pallidum Farw.
- Polygonum lapathifolium var. salicifolium Sibth.
- Polygonum lapathifolium proles vernicosum (Cham. & Schltdl.) Irigoyen & Thell.
- Polygonum laxum Rchb.
- Polygonum linicola Sutulov
- Polygonum maculatum (Sibth.) Bab.
- Polygonum maculatum Krock.
- Polygonum nodosum Pers.
- Polygonum nodosum var. incarnatum (Elliott) A.Gray
- Polygonum nutans Roxb.
- Polygonum obliquum Kit.
- Polygonum obtusatum Steud. ex Meisn.
- Polygonum ochreatum Houtt.
- Polygonum pallens Pers.
- Polygonum paniculatum Andrz.
- Polygonum persicaria var. lapathifolium (L.) Meisn.
- Polygonum petecticale (Stokes) Druce
- Polygonum pseudojaponicum Ohki
- Polygonum pseudonodosum Ohki
- Polygonum punctatum Krock.
- Polygonum pyramidale H.Lév.
- Polygonum saporoviense Klokov
- Polygonum sarbhanganicum Subba Rao
- Polygonum simlense Royle ex Bab.
- Polygonum somphocarpum Bruyn
- Polygonum spectabile var. patagonica Speg.
- Polygonum tenuiflorum C.Presl
- Polygonum tomentosum Schrank
- Polygonum turgidum Thuill.
- Polygonum utriculatum Remy
- Polygonum vanictianum (H.Lév.) H.Lév.
- Polygonum viscosum Bastard ex Meisn.

## Usages
Cette espèce est broyée pour en faire un amidon qui sert à fabriquer un pesticide et à traiter les maladies des poissons. Elle est également utilisée à des fins médicinales pour les humains.